# ローゼンクロイツシリーズ
『ローゼンクロイツシリーズ』は、角川ビーンズ文庫（角川書店）から刊行されている、志麻友紀著、さいとうちほ挿絵のライトノベル。

## 概要
マスケティア・ルージュシリーズより100年後の時代の話。アキテーヌ国宰相のオスカーとその妃セシルが、国のために大いなる陰謀に立ち向かう。

## 登場人物
セシル
声 - 皆川純子
モンフォール公夫人であるが、実は男であり、ファーレン公女セシルの異父兄。怪盗ローゼンクロイツとして自由に暮らしていたが、瓜二つの妹が毒殺された真相を暴くために身代わりとなる。最初は対立していたものの、オスカーの人柄に惹かれ愛し合うようになる。妹の死の真相を知った後、“セシル”を病死したことにして去ろうとするが、ファーレンまで追いかけてきたオスカーの元に戻り、彼を支えたりはらはらさせたりする。
非常に美しく男性にもてるため、オスカーに嫉妬されている。
オスカー
声：小杉十郎太
現国王ルネの叔父であり、幼い王に代わって宰相を勤めるモンフォール公爵。黒公爵として、他国から恐れられている。セシルを男と知りながら、愛するようになる。
母は婚約者がいながらギョーム二世に囲われたが、寵愛がなくなってしまい孤独に暮らしていた。兄王であるギョーム三世には頼りにされたため、公爵の地位を与えられる。
ルネ
声 - 松本さち
幼くして父王・ギョーム三世を亡くし叔父たちから王位を狙われるが、オスカーの尽力で即位したアテキーヌの若き王。セシルを慕っている。セシルの正体を見抜いているようだ。
マスケティア・ルージュで登場するディアナは曾祖母。
アルマン
声 - 子安武人
オスカーの親友で、リシュモン伯爵。アキテーヌの名外交官として、彼を助けている。一見遊び人だが、実は切れ者。
ギョーム二世の庶子であり（本当は三世の子のためルネの異母兄にあたる）、不遇な状況から憐れに思っていたオスカーが宰相とまでなり脚光を浴びたことで、眠っていた野心が目覚めてしまった。そのために王位を簒奪しようと企てるも、セシルとオスカーの前に敗れ去る。
死んだと思われたが、アルビオンに渡り、黒鷲卿ハロルド・ネヴィルとしてヴァンダリスに仕える。
ヴァンダリス
声 - 渋谷茂
アルビオン皇太子で、無能な父王に代わり三国統一を遂げ“伝説の騎士”と名高い若き王子。統一に際し、助けとなったアルマンを信頼し黒鷲卿の名を授ける。聡明だが激しい気性の持ち主。セシルに横恋慕し彼を追いかけ続ける。
その優秀さから、父には疎まれており、後にアルマンの裏切りに合う。セシルやオスカーの協力のおかげで立場を取り戻した。
マリー
声 - 塩田朋子
ハノーヴァー侯爵夫人。ファーレン現皇帝の愛を一身に受ける公式愛妾。野心家で、宮廷の実権を握っている。怪盗ローゼンクロイツがセシルであることを知っており、彼に危機を救ってもらったことも。
妊娠している女性は愛妾になれない決まりだったが、セシル（兄）を身ごもっている身ながら皇帝の寵愛を受け、彼が戦で不在の間に秘密裏にセシルを生んだ（セシルは早産だったが問題なく育った）。
彼女なりに皇帝を慕っており、彼が亡くなった後は抵抗することなく、国政から身を引いた。
レネット
セシルの妹で真のファーレン公女。性格はファーレン大公である父と似ており、内気。同名の兄と呼び分ける際、事情を知る一部の者からは「小公女」の愛称で呼ばれていた。アルマンの策略により、毒殺されてしまう。

## 既刊一覧
ローゼンクロイツ 仮面の貴婦人 ISBN 404445101X
大国ファーレンで活動する怪盗ローゼンクロイツ。彼は国王の愛妾の前夫との間の隠し子・セシルだった。毒殺されてしまった最愛の妹の身代わりとして、隣国アキテーヌの宰相オスカーに嫁ぐことになってしまう。
アルビオンの騎士（前編）ISBN 4044451028
アキテーヌの宰相の妃セシルは、横恋慕したアルビオンの王子ヴァンダリスとその部下・黒鷲卿の企みでさらわれてしまいう。
アルビオンの騎士（後編）ISBN 4044451036
さらわれたセシルを追って、オスカーは単身アルビオンに乗りこむ。しかしアルマンに捕らえられ、地下の水牢に投獄される。一方セシルは王子ヴァンダリスに、オスカーの命を救いたいなら自分と結婚するように迫られ…
エーベルハイトの公女 ISBN 4044451044
少年王・ルネのもとに、大公女・マルガリーテが嫁いでくることになる。しかし彼女はハノーヴァー侯夫人の陰謀に巻き込まれてしまう。セシルは母の企みを阻止しようと、大公女を連れ出すが…。
ローゼンクロイツ・プレザン 4つの協奏曲 ISBN 4044451052
盗賊稼業を始めたばかりのセシルの活躍を描く「ボルサ事件」、少年時代のオスカーとピネの出会いを書いた「白い手の貴婦人」、アルマンが王位簒奪の野望に目覚めるまでの「ウポロス」等4篇を収録。
黄金の都のスルタン ISBN 4044451060
お忍びで入った見世物小屋で気を失ったセシルが目覚めると、そこはなんと東大陸の帝国。しかも記憶のない彼は奴隷市場で偶然出会ったアルマンに買い取られ、若きスルタンに献上されることになってしまう。
蒼き迷宮のスルタン ISBN 4044451079
スルタンの後宮で暮らすセシルのもとにオスカーが現れ、失われた記憶の狭間でセシルは苦しむ。一方スルタンと立している皇太后に近づいたアルマンは、アキテーヌ侵略をそそのかす。
緋色の枢機卿 ISBN 4044451087
ファーレンで魔女裁判騒動が起こり、マリーとセシルに魔女の嫌疑がかかる。その調査にやってきた美貌の枢機卿フェルナンドは、なんとセシルの正体を知っているという。
カレリヤンブルクの冬宮 ISBN 4044451095
モンフォール公の死の知らせが信じられないセシルは、単身北の大国ルーシーへ向かう。都カレリヤンブルクに辿りついたセシルが見たものは、顔を隠し睦まじげにルーシーの皇女に寄り添う、最愛の人の姿だった。
ナセルダランの嵐 ISBN 4044451109
ファーレン国境に、異教の大帝国ナセルダランの軍が迫る。同盟国の危機に、オスカーとセシルは援軍を率いてファーレンへと赴くが、それは宿敵アルマンが仕組んだ遠大な謀略だった。
黒鷲卿の陰謀 ISBN 4044451117
愛するオスカーと離れ離れになったセシル。彼の行方を案じながらも、セシルはアルビオン軍に占領された都アンジェに向かい、人質となった幼王ルネとマルガリーテを救い出そうとする。一方アルマンは、仮初めの主君・ヴァンダリスを陥れようと謀っていた。
永遠なる王都（アンジェ） ISBN 4044451125
アルビオン軍に占領された王都アンジェ。公妃セシルは人質となったまま、命の危機にさらされていた。アルマンは王位簒奪の野望を胸に、策謀を進めていく。そして、オスカー率いるアテキーヌ軍とアルビオン軍との決戦の時が迫っていた。シリーズ完結巻。
ローゼンクロイツ・プレザン Grand Amour（グラン・アムール） ISBN 4044451133
さいとうちほによるコミック2編のほか、豪華カラーイラストギャラリー、5年後のセシル達を描いた短編など、ローゼンクロイツ企画本。
ローゼンクロイツ・プレザン 2人のノワール ISBN 4044451141
表題作及びセシルが怪盗ローゼンクロイツになるまでの少年時代を描いた書きおろし「黄金の十字架」など計4編を収録の短編集。

## ドラマCD
バップより発売。
- カドカワサウンドシネマ

1. ローゼンクロイツ第1幕 黄金の指輪
2. ローゼンクロイツ第2幕 仮面の貴婦人
3. ローゼンクロイツ第3幕 華麗なる陰謀
4. アルビオンの騎士 第1幕 ベスザの饗宴
5. アルビオンの騎士 第2幕 ログリスの聖獣
6. アルビオンの騎士 第3幕 ドーンの悪夢
7. アルビオンの騎士 第4幕 アルビオンの幻影